# Гірин Вікторія Федорівна
Вікторія Федорівна Гірин (нар. 24 жовтня 2000, Новоукраїнка) — українська футболістка і футзалістка, що грає на позиції нападниці в клубі «Металіст 1925» та національній збірній України.

## Клубна кар'єра
Вікторія Гірин народилася у селі Новоукраїнка колишнього Маневицького району. Розпочала займатися футболом у клубі «Волинянка» з Маневичів.
У 2017 році нападниця перейшла до складу команди «Ладомир» з Володимира-Волинського, що у тому сезоні  виграла золоті медалі  першої ліги та отримала право на виступи у вищій лізі. 29 вересня 2017 року Вікторія Гірин вперше забила на вищому рівні у матчі проти київського клубу «Атекс».
Паралельно у складі «Ладомира» Гірин виступала також у турнірах  з футзалу, а у сезоні 2018—2019 років вона стала володарем кубка України з футзалу та найкращою бомбардиркою чемпіонату України з футзалу.
Через російську агресію на початку 2022-го року Гірин переїхала до Іспанії, де грала в клубі іспанського другого дивізіону «Депортіво Ла-Корунья», але в другій половині року після 8 проведених матчів знову повернулась до «Ладомир».
11 вересня 2024 року в кубковому матчі Вікторія Гірин забила два голи у ворота «ЕМС-Поділля». В її активі стало 92 забитих  голи в вищій лізі чемпіонату України, 8 голів в кубку України та 1 гол за національну збірну України, тому вона увійшла  до символічного клубу бомбардирів імені Світлани Фрішко «Клуб 100», до якого входять українські гравчині які забили більше ста м'ячів у офіційних матчах.
На початку 2025 року контракт з 24-річною гравчинею підписав харківський «Металіст 1925». 

## Кар'єра в збірній
З 2017 році Вікторія Гірин грала за молодіжу збірну України, у складі якої зіграла 9 матчів, у яких відзначилась 2 забитими м'ячами.
У листопаді 2020 року Гірин уперше викликали до складу національної збірної України.
У футболці національної жіночої команди Вікторія Гірин дебютувала 1 грудня 2020 року в матчі кваліфікації до чемпіонату Європи проти збірної Чорногорії, в якому вона вийшла на поле на 90-ій хвилині, замінивши Надію Куніну.
Вперше за національну збірну Гірин забила гол в матчі Ліги нації УЄФА 2023—24 у ворота збірної Сербії.

## Досягнення
командні
- Володарка Кубку України з футзалу (1): 2018–2019

індивідуальні
- Найкраща бомбардирка Чемпіонату України з футзалу (2): 2018/19 (16 м'ячів), 2021/22 (37 м'ячів)
- Найкраща бомбардирка Кубку України з футзалу (1): 2019/20 (12 м'ячів)